# Oglesby (Texas)
Oglesby è un centro abitato degli Stati Uniti d'America, situato nella contea di Coryell dello Stato del Texas. Fa parte dell'area metropolitana di Killeen–Temple–Fort Hood.

## Geografia fisica
Oglesby è situata a 31°25′08″N 97°30′37″W (31.418901, -97.510144).
Secondo lo United States Census Bureau, ha un'area totale di 0,5 miglia quadrate (1,3 km²).

## Società

### Evoluzione demografica
Secondo il censimento del 2000, c'erano 458 persone, 174 nuclei familiari, e 120 famiglie residenti nella città. La densità di popolazione era di 930,1 persone per miglio quadrato (360,9/km²). C'erano 194 unità abitative a una densità media di 394,0 per miglio quadrato (152,9/km²). La composizione etnica della città era formata dal 91,70% di bianchi, l'1,53% di nativi americani, il 6,55% di altre razze, e lo 0,22% di due o più etnie. Ispanici o latinos di qualunque razza erano l'11,35% della popolazione.
C'erano 174 nuclei familiari di cui il 36,2% avevano figli di età inferiore ai 18 anni, il 51,1% erano coppie sposate conviventi, l'11,5% aveva un capofamiglia femmina senza marito, e il 30,5% erano non-famiglie. Il 28,7% di tutti i nuclei familiari erano individuali e il 19,5% aveva componenti con un'età di 65 anni o più che vivevano da soli. Il numero di componenti medio di un nucleo familiare era di 2,63 e quello di una famiglia era di 3,24.
La popolazione era composta dal 28,4% di persone sotto i 18 anni, l'8,1% di persone dai 18 ai 24 anni, il 26,9% di persone dai 25 ai 44 anni, il 23,6% di persone dai 45 ai 64 anni, e il 13,1% di persone di 65 anni o più. L'età media era di 36 anni. Per ogni 100 femmine c'erano 90,0 maschi. Per ogni 100 femmine dai 18 anni in giù, c'erano 83,2 maschi.
Il reddito medio di un nucleo familiare era di 26.429 dollari, e quello di una famiglia era di 35.000 dollari. I maschi avevano un reddito medio pro capite di 27.500 dollari contro i 18.056 dollari delle femmine. Il reddito medio pro capite era di 17.433 dollari. Circa il 9,8% delle famiglie e il 13,1% della popolazione erano sotto la soglia di povertà, incluso il 15,7% di persone sotto i 18 anni e il 20,3% di persone di 65 anni o più.